# Сайёд (Шахритусский район)
Сайёд (тадж. Сайёд) — село в Хатлонской области Республики Таджикистан. 
Входит в состав джамоата (сельской общины) им. Талбака Садриддинова Шахритусского района.
Находится на расстоянии 7 км от райцентра (пгт. Шахритус) и 1 км от центра джамоата (село Лолазор).
Название села означает «охотник». 
Население — 4688 чел. (2017).